# Mastigodryas heathii
Espèce
Synonymes
- Drymobius heathii Cope, 1875

Statut de conservation UICN

 LC  : Préoccupation mineure
Mastigodryas heathii est une espèce de serpent de la famille des Colubridae.

## Répartition
Cette espèce se rencontre dans l'Ouest du Pérou et en Équateur.

## Description
Dans sa description Cope indique que le spécimen en sa possession mesure 78 cm dont 24 cm pour la queue. Son dos est
vert olive cendré et présente trois bandes brunes. L'une est médiane et bordée de sombre, les deux autres marquent les flancs.

## Étymologie
Son nom d'espèce, heathii, lui a été donné en l'honneur du Docteur Edwin E. Heath qui a collecté le spécimen décrit.

## Publication originale
- Cope, 1875 : Report on the Reptiles brought by Professor James Orton from the middle and upper Amazon and western Peru. Journal of the Academy of Natural Sciences of Philadelphia, sér. 2, vol. 8, p. 159-183 (texte intégral).